# Elytraria tuberosa
Elytraria tuberosa är en akantusväxtart som beskrevs av Emery Clarence Leonard. Elytraria tuberosa ingår i släktet Elytraria och familjen akantusväxter. Inga underarter finns listade i Catalogue of Life.